# Dance Club Songs

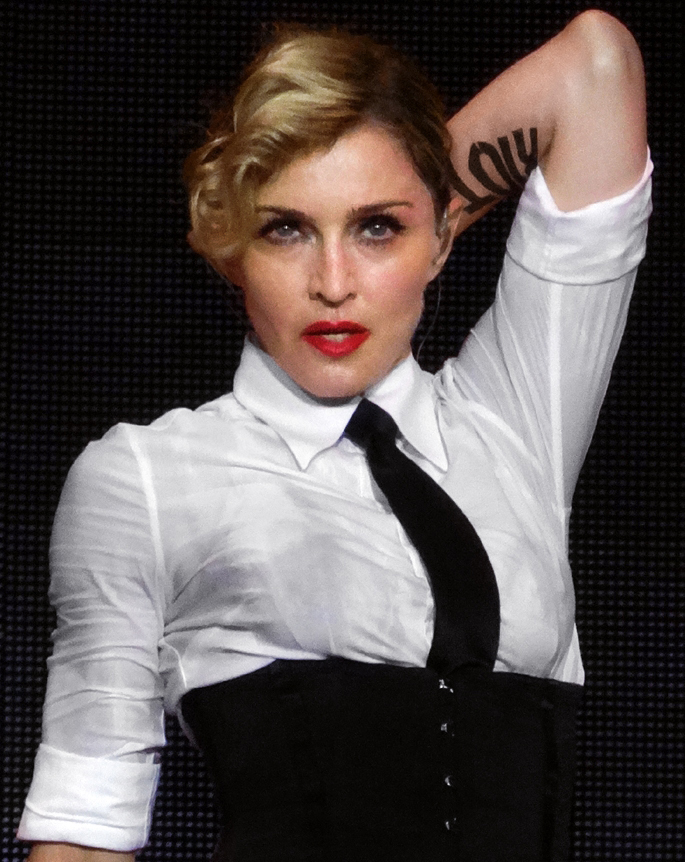
Madonna durante uno de sus conciertos en Niza, como parte de su tour MDNA en Agosto 21 del año 2012.

Dance Club Songs (también conocida como Hot Dance Club Play y Hot Dance/Disco) fue un listado de popularidad musical publicado semanalmente entre 1976 y 2020 por la revista Billboard en los Estados Unidos. En él, se daban a conocer las canciones más populares de las discotecas del país.

## Historia
La categoría Hot Dance Club Play ha sufrido varios cambios desde su creación en 1974. Originalmente se elaboró una lista de 10 canciones entre las más aclamadas por el público en las discotecas de Nueva York: el 26 de octubre de 1974 se dio a conocer este ranking como Disco Action. El listado cambiaba semanalmente según las elecciones y preferencias de los ciudadanos del estado de Nueva York. Este fue el criterio adoptado a lo largo de 1974, 1975 y parte de 1976, hasta que el 26 de agosto de 1976 la lista se empezó a nombrar como National Disco Action Top 30, un listado de 30 canciones. La primera canción número uno en la lista fue «You Should Be Dancing» de Bee Gees para la edición de la semana del 28 de agosto de 1976. Esta permaneció cinco semanas en la cima de la lista y fue la única canción número uno del grupo en esta lista.
El listado seguiría publicándose continuamente durante más de 40 años, pero con cambios. El listado se amplió a 40 posiciones, luego, en 1979, se expandió a 60 posiciones, luego a 80 y hasta llegó a alcanzar las 100 posiciones desde septiembre de 1979 hasta 1981, cuando se redujo de nuevo a 80. Durante la primera mitad de la década de 1980, la lista mantuvo 80 casilleros hasta el 16 de marzo de 1985, cuando se decidió que la lista de música disco fuera dividida y renombrada. Aparecieron dos listas: Hot Dance/Disco Club Play, que compiló las reproducciones en las discotecas (en 50 posiciones), y Hot Dance Music/Maxi-Singles Sales, que clasificó las ventas de sencillos en diferentes formatos (también 50 posiciones, luego reducidas a 10 posiciones en octubre de 2009 y descontinuadas en 2013, desde entonces reemplazadas por Dance/Electronic Digital Songs).
En 2003, Billboard presentó la lista Hot Dance Airplay, basada en las canciones más reproducidas en las 7 estaciones de radio monitoreadas por Nielsen Broadcast Data Systems. Estas estaciones también colaboraron para compilar el Billboard Hot 100. El 26 de enero de 2013, Billboard presentó la lista Hot Dance/Electronic Songs, que compila las 50 canciones de música electrónica y dance más populares según lo determinado por Billboard en función de las ventas de sencillos digitales, la rotación radial en todos los formatos y la reproducción en clubes, incluido el Dance Club Songs sirviendo como componente en las reproducciones en las discotecas para el armado de una lista multi-métrica.
El 31 de marzo de 2020, debido a la pandemia de COVID-19, que provocó el cierre de las discotecas, Billboard suspendió la lista. La última canción número uno fue «Love Hangover 2020» de Diana Ross, para la edición de la semana del 28 de marzo de 2020. Incluso después de que la pandemia retrocedió y a medida que regresaba la asistencia a los discotecas, Billboard no revivió la lista ni publicó ninguna información sobre una posible reactivación, poniendo fin efectivamente a los casi 44 años de existencia de la lista.

## Estadísticas de la lista
En enero de 2017, Billboard proclamó a Madonna como la artista más exitosa en la historia del listado, ubicándola en la posición #1 de la lista Top 100 All Time Dance Artist; además, posee el récord de la mayor cantidad de canciones en el primer lugar, con un total de 50, siendo además la única artista en la historia de Billboard en tener la mayor cantidad de números uno en cualquiera de sus listas.
Madonna también es la única artista en poseer al menos una canción en el número uno en las últimas cinco décadas de 1980, 1990, 2000, 2010 y 2020, haciéndola la artista solista más exitosa en los Dance Clubs en Estados Unidos.

### Artistas con más número 1
| Posición | Nombre del Artista | Cantidad | Ref.        |
| -------- | ------------------ | -------- | ----------- |
| 1        | Madonna            | 50       | [ 6 ] [ 7 ] |
| 2        | Rihanna            | 33       | [ 6 ] [ 7 ] |
| 3        | Beyoncé            | 22       | [ 6 ] [ 7 ] |
| 4        | Janet Jackson      | 20       | [ 6 ] [ 7 ] |
| 5        | Katy Perry         | 19       | [ 6 ] [ 7 ] |
| 6        | Jennifer Lopez     | 18       | [ 6 ] [ 7 ] |
| 7        | Mariah Carey       | 17       | [ 6 ] [ 7 ] |
| 7        | Kristine W         | 17       | [ 6 ] [ 7 ] |
| 9        | Donna Summer       | 16       | [ 6 ] [ 7 ] |
| 10       | Lady Gaga          | 15       | [ 6 ] [ 7 ] |
| 11       | Enrique Iglesias   | 14       | [ 6 ] [ 7 ] |
| 11       | Dave Audé          | 14       | [ 6 ] [ 7 ] |
| 11       | Kylie Minogue      | 14       | [ 6 ] [ 7 ] |
| 11       | Pitbull            | 14       | [ 6 ] [ 7 ] |
| 11       | Whitney Houston    | 14       | [ 6 ] [ 7 ] |
| 11       | David Guetta       | 14       | [ 6 ] [ 7 ] |
| 18       | Yoko Ono           | 13       | [ 6 ] [ 7 ] |
| 18       | Deborah Cox        | 13       | [ 6 ] [ 7 ] |